# 北寄崎嵩
北寄崎 嵩（きたきざき たかし、1944年 - ）は、日本の舞台照明家。日本照明家協会副会長、日本大学芸術学部講師など歴任。

## 来歴
北海道生まれ。1967年駒澤大学文学部卒業。同年、国立劇場に採用される（舞台技術部技術課照明）。1976年文化庁派遣芸術家在外研修員として米国、英国にて研修。1977年帰国。1978年より国立劇場にて歌舞伎、文楽、日本舞踊の照明に従事。
1989年第9回日本照明家協会賞大賞受賞。1990年劇団夢の遊眠社「贋作・桜の森の満開の下」で文部大臣奨励賞受賞。1993年日本照明家協会より功労賞を受賞。日本照明家協会編『日本舞踊の照明』を編集。
2003年日本芸術文化振興会・国立劇場を退職。株式会社北寄崎を設立。様々な分野の照明デザインに取り組む。2004年株式会社ステージプランニングおよびKATSUMI取締役就任。
日本照明家協会副会長、日本大学芸術学部講師など歴任。日本舞踊ダンサーズネットワーク代表。照明学会会員。

## 受賞
- 1989年 第9回日本照明家協会賞大賞
- 1990年 文部大臣奨励賞（劇団夢の遊眠社、野田秀樹演出「贋作・桜の森の満開の下」で）
- 1993年 日本照明家協会功労賞（協会雑誌編集長の働きにより）